# دوغ فالكونر
دوغ فالكونر هو لاعب كرة قدم كندية كندي، ولد في 30 يناير 1952 في كالغاري في كندا.

## وصلات خارجية
- دوغ فالكونر على موقع JustSportsStats.com (الإنجليزية)
- دوغ فالكونر على موقع IMDb (الإنجليزية)
- دوغ فالكونر على موقع قاعدة بيانات الفيلم (الإنجليزية)